# HEK293細胞

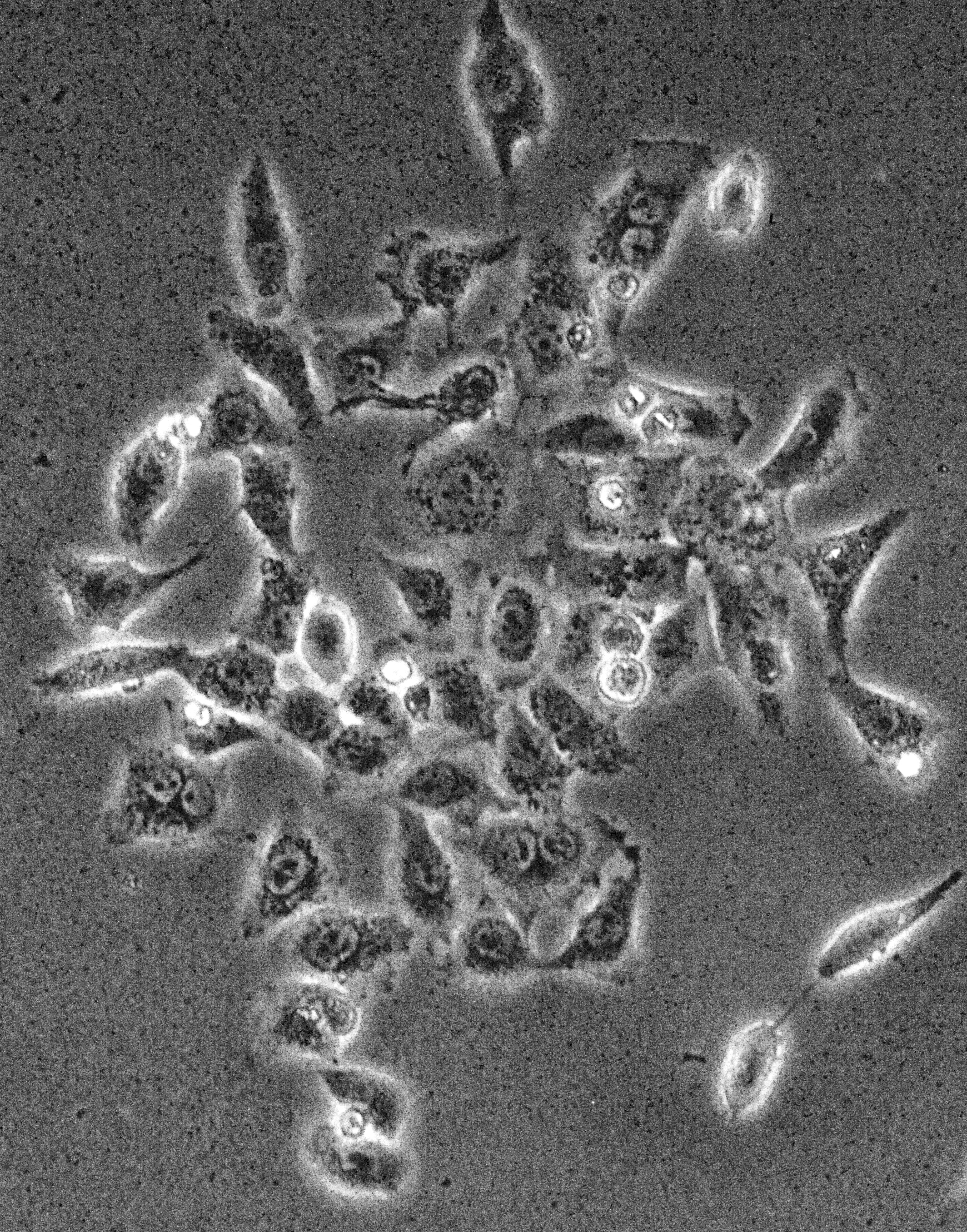
HEK293細胞を標準的な培地で数日間培養したもの

ヒト胎児腎細胞293 (Human Embryonic Kidney cells 293) はHEK293, HEK-293, 293細胞、HEK細胞などとも呼ばれる。ヒト胎児の腎由来の細胞株で、組織培養で増やすことができる。HEK293細胞は培養のしやすさと遺伝子導入の容易さから、細胞生物学の研究に幅広く長年に渡って用いられてきた。またバイオ産業の分野では、治療用タンパク質や遺伝子治療に用いるウイルスを合成する目的で利用されている。

## 歴史

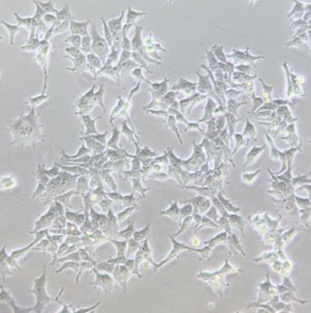
293FT細胞、293細胞の一種

HEK293細胞は、1973年にオランダのライデン大学のAlex van der Ebの研究室において、ヒト胎児の腎細胞に アデノウイルス 5を切断したDNAをトランスフェクションさせることにより開発された。その細胞は一人の健康な胎児から得られたもので、それはオランダの法律の下で合法的に行われた中絶であったが、親が誰であるのか、中絶の理由は何であったかは不明である。 その細胞はvan der Ebにより培養され、同研究室のポスドクのフランク-グラハムによりアデノウイルスを用いて形質転換が行われた。 彼らの論文が出たのはグラハムがライデン大学を去ってマクマスター大学に異動した後の1977年であった。 彼らはその細胞株をHuman Embryonic Kidney 由来であるという理由からHEKと名付け、293はグラハムが自分の実験に番号を振っていた慣習で付けていた293番目の実験という意味のものだった。最初のHEK293細胞のクローンは293番目の実験から得られたものだったためである。 グラハムは合計で8回の形質転換を行い、数か月間の培養を経てその一つのクローンを得るに至った。この数か月間の培養への適合化を経たことにより、最初のクローンは比較的安定して培養可能なHEK293細胞に変化させられたと考えられている。
その後の研究により、トランスフォーメーション(形質転換)は約4.5kbaseのウイルスゲノムの左腕部分がヒト19番染色体に挿入されたものだったことが明らかにされている。
その後、長年にわたってHEK293は繊維芽細胞、 血管内皮 や 上皮細胞などの腎臓に豊富に存在する細胞に由来するものと考えられていた。 しかし、当初のアデノウイルスによる形質転換は非効率であったことから、最終的にHEK293細胞を生み出した元の細胞は、少数派の細胞に由来するものではないかという見方もあった。 グラハムらはHEK293細胞と、同様にヒト胎児腎細胞をアデノウイルスで形質転換させた細胞株は共通して、未成熟の 神経細胞に多く見られる性質を持つこを明らかにし、アデノウイルスは腎細胞の培養の中でも特に神経細胞のようなものを選択的に形質転換させているとした。
HEK293細胞は複雑な核型(カリオタイプ)を示し、各染色体は2本またはそれ以上、全染色体数は一般的には64(培養株では培養中に変わることもある)。 これらはhypotriploidとも呼ばれ、通常の細胞ではハプロイドの染色体が2セットでdiploidであるものが、この細胞株では染色体ごとに3セットであったりそれ未満であたりしている。 そのような染色体数異常の例としてはX染色体が3本あり、17番染色体と22番染色体は4本ある。 複数のX染色体の存在が確認されていることと、Y染色体由来の塩基配列は確認されていないことは、胎児は女性であったことを示唆している。